# Nantes Rezé Métropole Volley
Il Nantes Rezé Métropole Volley è una società pallavolistica maschile francese con sede a Nantes: milita nel campionato di Ligue A.

## Storia
Il Nantes Rezé Métropole Volley è stato fondato nel 2006 dall'unione del ASB Rezé Volley-Ball e del Léo Lagrange Nantes Volley-Ball: la squadra viene ammessa a disputare il campionato di Nationale 2, ottenendo immediatamente la promozione in Nationale 1; al termine della stagione 2008-09 una nuova promozione porta il club in Ligue B, divisione nella quale disputa una sola annata, chiusa al primo posto ed ottenendo il diritto di partecipazione al massimo campionato francese, ossia quello di Ligue A.
Il terzo posto ottenuto al termine della stagione 2012-13, ha permesso alla squadra di Nantes di partecipare per la prima volta ad una competizione europea, ossia la Coppa CEV 2013-14. Nella stagione 2023-24 vince il suo primo trofeo, ossia la Coppa di Francia.

## Rosa 2019-2020
| N° | Nome             | Ruolo | Data di nascita | Nazionalità sportiva |
| -- | ---------------- | ----- | --------------- | -------------------- |
| 1  | Peter Michalovič | O     | 26 maggio 1990  | Slovacchia           |
| 3  | Sergio Noda      | S     | 23 maggio 1987  | Spagna               |
| 4  | Timothé Galtie   | S     | 14 marzo 2003   | Francia              |
| 6  | Médéric Henry    | C     | 20 giugno 1995  | Francia              |
| 7  | Célestin Cardin  | O     | 23 ottobre 1999 | Francia              |
| 8  | Théo Josserand   | S     | 29 agosto 1993  | Francia              |
| 9  | Paolo Zonca      | S     | 13 maggio 1997  | Italia               |
| 10 | Romain Devèze    | L     | 5 ottobre 1993  | Francia              |
| 12 | Gregor Ropret    | P     | 1º marzo 1989   | Slovenia             |
| 13 | Antonin Roulleau | C     | 13 aprile 1996  | Francia              |
| 14 | Borja Ruiz       | C     | 26 luglio 1992  | Spagna               |
| 15 | Léo Meyer        | P     | 25 gennaio 1997 | Francia              |

## Palmarès
- Coppa di Francia: 1

2023-24